# Contessa Entellina Grecanico
Le Contessa Entellina Grecanico est un vin blanc de la région Sicile doté d'une appellation DOC depuis le 2 août 1993. Seuls ont droit à la DOC les vins récoltés à l'intérieur de l'aire de production définie par le décret. Les vignobles autorisés se situent en province de Palerme dans la commune de Contessa Entellina.

## Caractéristiques organoleptiques
- couleur : jaune paille plus ou moins intense avec des reflets verdâtres
- odeur : caractéristique, délicat
- saveur : sec, frais

Le Contessa Entellina Grecanico se déguste à une température de 10 à 12 °C et il se garde 1 – 2 ans.

## Production
Province, saison, volume en hectolitres :
- pas de données disponibles